# 横須賀市立野比中学校
横須賀市立野比中学校（よこすかしりつ のびちゅうがっこう）は、神奈川県横須賀市野比に位置する公立中学校である。2021年（令和3年）4月現在340名の生徒が在籍している。

## 沿革
- 1977年（昭和52年）
  - 4月1日 - 横須賀市立北下浦中学校より分離、横須賀市立野比中学校として開校。北下浦中学校校舎の一部を借用し現校舎落成まで借用仮校舎で授業を行った。
  - 8月25日 - 現校舎落成。
- 1979年（昭和54年）
  - 3月15日 - 通学区域の再編。
  - 5月24日 - 創立記念日を10月25日とする。

### 周辺環境
浦賀水道に面する丘の上に校舎があり、正門から校舎までは、長いスロープを上る必要がある。

## 校舎
1997年（平成9年）に武道館が完成した。

## 部活動

### 文化部
- 吹奏楽部
- 美術部
- 演劇部

### 運動部
- 陸上部
- バスケ部
- 水泳部
- 男子テニス部
- 女子テニス部
- 野球部
- ソフトボール部
- 卓球部
- バレー部
- サッカー部

## 通学区域
2014年度は以下の通りである。
- ハイランド2丁目、3丁目
- 野比1丁目（1番～12番、13番1号～10号、15番1号～8号、15番17号～22号、16番～38番、40番～54番を除く。）、2丁目（1番6号、1番7号、2番1号を除く。）、3丁目～5丁目
- 粟田

また、野比1丁目40、50番は横須賀市立長沢中学校の通学区域であるが、通うことができる。

## 進学前小学校
- 横須賀市立野比東小学校 - 全域
- 横須賀市立粟田小学校 - ハイランド2丁目、3丁目、粟田
- 横須賀市立野比小学校 - 野比1丁目（1番～12番、13番1号～10号、15番1号～8号、15番17号～22号、16番～38番、40番～54番を除く。）、2丁目（1番6号、1番7号、2番1号を除く。）、3丁目～5丁目

また、公立学校選択制により、以下の学校からも進学できる。
- 横須賀市立岩戸小学校
- 横須賀市立粟田小学校 - 岩戸中学校が通学区域の地域
- 横須賀市立大矢部小学校 - 久里浜中学校が通学区域の地域のみ
- 横須賀市立大塚台小学校 - 久里浜中学校が通学区域の地域のみ
- 横須賀市立久里浜小学校
- 横須賀市立明浜小学校
- 横須賀市立神明小学校
- 横須賀市立野比小学校 - 長沢中学校が通学区域の地域
- 横須賀市立北下浦小学校
- 横須賀市立津久井小学校

## 交通
- 京浜急行バス 野比中学校バス停より徒歩5分

## 著名な卒業生
- 石川直宏（サッカー選手、FC東京）
- 池田航（サッカー選手、横浜F・マリノス）